# Пак Тхэ Джун (тхэквондист)
Пак Тэ Джун (кор. 박태준; род. 6 июня 2004, Ульсан) — корейский тхэквондист, член сборной Республики Корея. Олимпийский чемпион 2024 года, чемпион мира 2023 года, чемпион Азии 2022 года. Участник летних Олимпийских игр 2024 года в Париже.

## Карьера
Пак Тэ Джун родился 6 июня 2004 года в Ульсане, в Южной Кореи.
В родной Кореи, на чемпионате Азии 2022 года, в категории до 54 кг, Пак стал чемпионом. В финале он победил спортсмена из Иордании Лоая Ихмедана.
В 2023 году на чемпионате мира в Баку, в категории до 54 кг, завоевал золотую медаль. В схватке место в финале победил испанского спортсмена Хьюго Арильо.
В 2024 году на чемпионате Азии во Вьетнаме стал серебряным призёром в весовой категории до 54 кг. В финале уступил сопернику из Ирана Мехди Хаджи Мусаеи.
На летних Олимпийских играх в 2024 году в Париже, в категории до 58 кг одержал победу во всех своих поединках и стал олимпийским чемпионом.